# 洛陽体育センター体育場
洛陽体育センター体育場（簡体字:洛阳体育中心体育场） は、中国河南省洛陽市洛竜区にある陸上競技場兼球技場である。洛陽市が所有し、現在は主に サッカーの試合で使用されている。観客収容人数は39,888人で、 2008年に完成した。

## 脚註
1. ↑  “洛陽市体育場”. 河南省体育場館協会. 2018年12月22日閲覧。
2. ↑  http://cafe.daum.net/stade/5BHp/25?docid=1DZEG%7C5BHp%7C25%7C20080322015314 スタジアムの情報